# Pruszcz Gdański
Pruszcz Gdański (Duits: Praust) is een stad in het Poolse woiwodschap Pommeren, gelegen in de powiat Gdański. De oppervlakte bedraagt 16,47 km², het inwonertal 23.529 (2005).
De stad is de zetel van Powiat Gdański, en ligt op ongeveer 12 km ten zuiden van het centrum van Gdańsk.

## Verkeer en vervoer
- Station Pruszcz Gdański